# Alice Richter
Alice Richter (Trieste, 6 maggio 1991) è un'ex cestista italiana.
Ala di 184 cm, ha giocato in Serie A1 con Pozzuoli, Ragusa, Lucca e Broni.

## Carriera
Cresciuta nella Ginnastica Triestina, nel 2008 passa alla Libertas Basket Bologna quindi a Viterbo.
Il 13 ottobre 2012 esordisce in serie A1 con la G.M.A. Pall. Pozzuoli.
Il 5 luglio 2013 è ingaggiata dalla Passalacqua Spedizioni Ragusa.
Dopo un anno a Lucca, ancora in A1, nel 2015 scende di categoria con la Alpo Basket.
A gennaio del 2016 viene ingaggiata dalla Pallacanestro Broni con cui conquista una Coppa Italia di A2 e la promozione in A1.
Si ritira dalla attività agonistica al termine della stagione 2016-2017.

## Statistiche

### Presenze e punti nei club
Statistiche aggiornate al 30 giugno 2017.
| Stagione        | Squadra                | Competizione | Partite | Partite | Partite | Statistiche tiro | Statistiche tiro | Statistiche tiro | Altre statistiche | Altre statistiche | Altre statistiche | Altre statistiche | Altre statistiche |
| Stagione        | Squadra                | Competizione | Pres.   | Titol.  | Minuti  | Tiri da 2        | Tiri da 3        | Liberi           | Rimb.             | Assist            | Rubate            | Stopp.            | Punti             |
| --------------- | ---------------------- | ------------ | ------- | ------- | ------- | ---------------- | ---------------- | ---------------- | ----------------- | ----------------- | ----------------- | ----------------- | ----------------- |
| 2007-2008       | Ginnastica Triestina   | Serie B1     |         |         |         |                  |                  |                  |                   |                   |                   |                   |                   |
| 2008-2009       | Meccanica Nova Bologna | Serie A2     | 28      | 7       | 406     | 26/70            | 3/10             | 11/22            | 98                | 14                | 20                | 3                 | 72                |
| 2009-2010       | Ginnastica Triestina   | Serie B1     |         |         |         |                  |                  |                  |                   |                   |                   |                   |                   |
| 2010-2011       | Ants Basket Viterbo    | Serie A2     | 30      | 4       | 562     | 62/156           | 11/33            | 19/32            | 97                | 11                | 47                | 6                 | 176               |
| 2011-2012       | Defensor Viterbo       | Serie A2     | 30      | 29      | 873     | 93/228           | 19/76            | 51/74            | 174               | 14                | 56                | 10                | 294               |
| 2012-2013       | GMA Pozzuoli           | Serie A1     | 19      | 15      | 477     | 36/95            | 11/31            | 12/16            | 76                | 8                 | 14                | 2                 | 117               |
| 2013-2014       | Passalacqua Ragusa     | Serie A1     | 16      | 0       | 164     | 8/27             | 2/7              | 1/2              | 32                | 4                 | 6                 | 0                 | 23                |
| 2014-2015       | Gesam Gas Lucca        | Serie A1     | 27      | 3       | 354     | 29/72            | 3/21             | 15/21            | 54                | 5                 | 16                | 0                 | 82                |
| 2015-2016       | Ecodent Point Alpo     | Serie A2     | 15      | 15      | 409     | 35/86            | 6/38             | 26/36            | 107               | 12                | 26                | 3                 | 114               |
| gen. 2016       | OMC Cignoli Broni      | Serie A2     | 18      | 1       | 345     | 47/86            | 3/14             | 18/25            | 103               | 12                | 25                | 5                 | 121               |
| 2016-2017       | Techedge Broni         | Serie A1     | 26      | 11      | 544     | 35/117           | 11/45            | 16/23            | 73                | 18                | 24                | 2                 | 119               |
| Totale carriera |                        |              |         |         |         |                  |                  |                  |                   |                   |                   |                   |                   |

### Cronologia presenze e punti in Nazionale
| Cronologia completa delle presenze e dei punti in Nazionale - Italia | Cronologia completa delle presenze e dei punti in Nazionale - Italia | Cronologia completa delle presenze e dei punti in Nazionale - Italia | Cronologia completa delle presenze e dei punti in Nazionale - Italia | Cronologia completa delle presenze e dei punti in Nazionale - Italia | Cronologia completa delle presenze e dei punti in Nazionale - Italia | Cronologia completa delle presenze e dei punti in Nazionale - Italia | Cronologia completa delle presenze e dei punti in Nazionale - Italia |
| Data                                                                 | Città                                                                | In casa                                                              | Risultato                                                            | Ospiti                                                               | Competizione                                                         | Punti                                                                | Note                                                                 |
| -------------------------------------------------------------------- | -------------------------------------------------------------------- | -------------------------------------------------------------------- | -------------------------------------------------------------------- | -------------------------------------------------------------------- | -------------------------------------------------------------------- | -------------------------------------------------------------------- | -------------------------------------------------------------------- |
| 5-3-2013                                                             | Ariano Irpino                                                        | LPA Ariano Irpino                                                    | 49 - 71                                                              | Italia                                                               | Amichevole                                                           | 8                                                                    | [ 7 ]                                                                |
| Totale                                                               |                                                                      | Presenze                                                             | 1                                                                    |                                                                      | Punti                                                                | 8                                                                    |                                                                      |

## Palmarès
- Campionato italiano di Serie A2: 1

Broni: 2015-16
- Coppa Italia di Serie A2: 1

Broni: 2016